# David Smith (voile)
Pour les articles homonymes, voir David Smith et Smith.
David Smith (né le 31 octobre 1925 et mort le 8 mars 2014) est un skipper américain. Il participe aux Jeux olympiques d'été de 1960 dans la catégorie des 5,5 mètres et devient champion olympique.

## Palmarès

### Jeux olympiques
- Jeux olympiques de 1960 à Rome,  Italie
  -  Médaille d'or